# Устич Сергій Іванович
Сергій Іванович Устич (9 червня 1955, с. Загаття, Іршавський район, Закарпатська область, Українська РСР, СРСР — 7 лютого 2020, Ужгород) — український політичний і державний діяч, дипломат.

## Біографія
Народився 9 червня 1955 в селі Загаття Іршавського району на Закарпатті.
В 1973-78 роки навчався в Ужгородський державний університет та в 1978 закінчив історичний факультет. Пізніше, захистив кандидатську та докторську дисертації.
З 1987 по 1988 проходив стажування в Карловому університеті у Празі.
З 1990 по 1994 — працює в органах державної влади, першим заступником голови Закарпатської обласної державної адміністрації.
У 1994—1996 — голова Ради Карпатського Єврорегіону.
З 1994 по 3 вересня 1996 року — Народний депутат України 2 скликання. Обраний Іршавський виборчий округ N 171 Закарпаття.
З 10 липня 1995 по 5 травня 1999 року — Голова Закарпатської обласної державної адміністрації.
З 1998 по 1999 рік обіймав посаду постійного представника від губернаторів і мерів України в Конгресі регіональних і місцевих влад Ради Європи в Страсбурзі.
З 2 серпня 1999 року по 27 травня 2004 року — Надзвичайний та Повноважний Посол України в Чеській Республіці.
З 27 травня 2004 року по 21 червня 2005 року — Надзвичайний та Повноважний Посол України в Словаччині.
В листопаді 2005 року, після завершення дипломатичної кар'єри та повернення до України, Сергій Устич ініціював та став співзасновником й директором Інституту транскордонного співробітництва (ІТС), який діяв у статусі громадської організації а діяльність ІТС була відома багатьма науковими дослідженнями. Ціла низка робіт та досліджень, в тому числі й самого Сергія Устича — була презентована на кількох, ним же організованих — науково-практичних конференціях. Так, у жовтні 2010 року відбулась Міжнародна науково-практична конференція «Європейський форум з транскордонного співробітництва для розширеної Європи». У квітні 2011 — Міжнародна науково-практична конференція «Ефективність транскордонного співробітництва через міжнародний моніторинг та координацію діяльності національних суб'єктів». У січні 2013 року — Міжнародна науково-практична конференція «Методологія та інструментарій соціологічного аналізу транскордонного співробітництва». У вересні 2014 року — Міжнародна науково-практична конференція «Система соціологічного забезпечення транскордонного співробітництва». У березні 2017 року — Міжнародна науково-практична конференція «Інноваційне забезпечення сучасного транскордонного співробітництва Словаччини і України».
Паралельно, Сергій Іванович працював й у рідному вузі — Ужгородському національному університеті. Він перший і єдиний на Закарпатті доктор соціології, професор, завідувач кафедри міжнародних студій та суспільних комунікацій УжНУ.
Помер Сергій Устич 7 лютого 2020 року. Прощання з ним відбулося у м. Ужгороді 10 лютого.
Устичу Сергію Івановичу - міжнароднику, дипломату, професору, 9 червня 2025 року виповнилось би 70 років .  

## Наукові досягнення та публікації
Кандидат історичних наук, доцент.
Кандидатська дисертація на тему: «Техніко-економічні фактори детермінації політичної боротьби робітничого класу розвинених капіталістичних країн в умовах НТР» (Львів. держ. ун-т ім. І.Франка, 1982).
Доктор соціологічних наук, професор соціології, ДВНЗ «Ужгородський національний університет».
Докторська дисертація на тему: «Методологія та методи соціологічних досліджень» (Спеціальність: Соціологічні науки. 22.00.02, Київ. Інститут соціології, 2015).
Наукові роботи та публікації (окремі):
Кордон, війна та мир в долі сучасного світу : монографія / С. І. Устич; ред.: Б. Кушнір. — Ужгород: Карпати, 2010. — 326 c. — Бібліогр.: с. 276—297 — укp.
Методологія системного дослідження транскордонних процесів та її соціальна імплементація: монографія / С. І. Устич. — Ужгород: Ліра, 2014. — 350 с. : табл. — Бібліогр.: с. 330—350. — 400 прим. — ISBN 978-617-596-160-5
Інноваційний університет: концепція становлення і розвитку = Innovative university: concept of formation and development: монографія / І. В. Артьомов, І. П. Студеняк, С. І. Устич, К. В. Балабанов, О. В. Булатова; ред.: І. В. Артьомов; ДВНЗ «Ужгород. нац. ун-т». — Ужгород: ДВНЗ «УжНУ», 2016. — 523 c. — (Сер. «Євроінтеграція: укр. вимір»; вип. 30). — Бібліогр. в кінці розд. — укp.
Автор монографій: «Системне дослідження суспільства» (Львів, Світ, 1992), «Взаємодія основних сфер суспільного життя» та цілої низки наукових робіт та публікацій.